# Camp romain de La Cheppe
L'oppidum de La Cheppe  est un ancien lieu d'habitat gaulois situé à La Cheppe, dans le département de la Marne.

## Toponymie
La plus ancienne mention écrite, vers 850, cite Vetus catalaunum, ce Vieux Chalons qui devait être l'oppidum principal des Catalaunes et ne prend le nom de camp d'Attila qu'au XIXe siècle.
Le site de La Cheppe est nommé à Fanomin (pour Fanum Minervae = Temple de Minerve) dans l'Itinéraire d'Antonin et à Tanomia (à la suite d'une erreur de transcription) dans la Table de Peutinger (connue autrefois sous le nom de Table théodosienne).

## Camp d'Attila

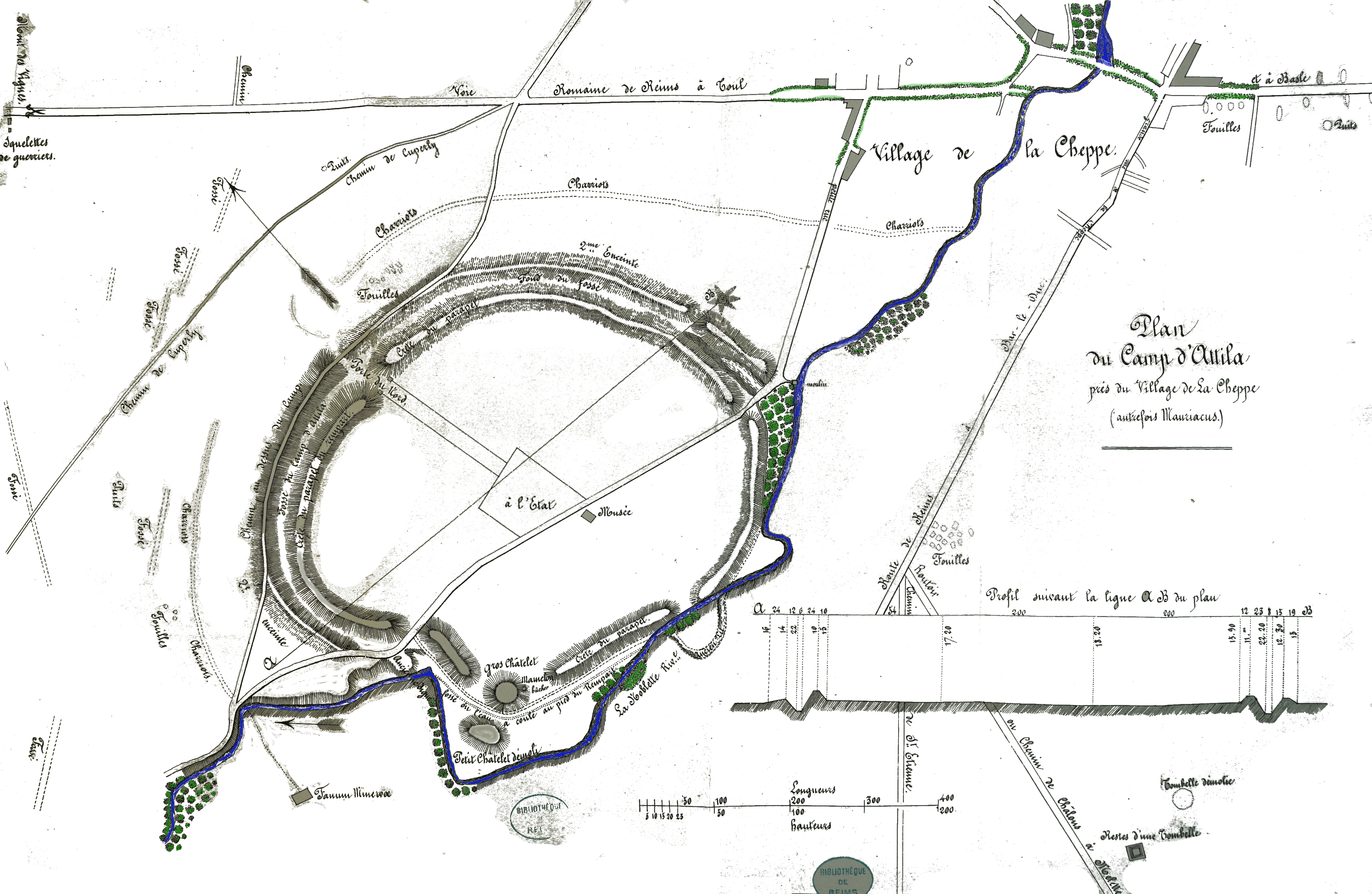
le camp relevé au XIXe siècle avec la motte, les puits...

Le lieu-dit « Camp d'Attila » et les alentours seraient, selon certains chercheurs, le lieu de la bataille des champs Catalauniques qui eut lieu en 451 et ou plusieurs milliers d'hommes furent aux prises. Le combat principal aurait eu lieu sur une hauteur appelée l'Ahan des Diables dont le nom ahaner vient du bruit fait par les soldats pour enterrer leurs morts. S'il est possible que ce site ait été utilisé par Attila, aucune trace de son passage n'en demeure et aucune source historique n'y fait référence.
On sait en revanche que cette vaste enceinte protohistorique date du Ier siècle av. J.-C. et est un vestige d'un oppidum gaulois occupé ensuite par les Romains d'environ trente hectares . La forme est elliptique avec fortifications, levée de terre et des fossés hauts d'environ sept mètres. Une palissade avec et des remparts sur le sommet entouraient le camp, qui est adossé à la Noblette. La végétation a depuis longtemps, repris ses droits et entoure le camp d'une épaisse barrière d'arbres, créant un endroit paisible et coupé du monde. Au Moyen Âge deux buttes furent construites dessus. Dans la région, on parlait autrefois de cet oppidum comme étant le Vetus Catalaunum, le vieux Châlons. La nouvelle appellation de Camp d'Attila apparaît au XIXe siècle.
Pendant la Première Guerre mondiale, le Camp d'Attila sert de dépôt de munitions (voir galerie photographique dans l'article La Cheppe).

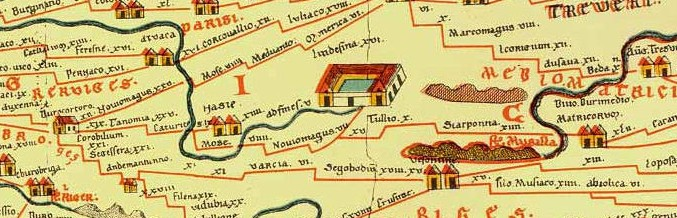
Sur la route Reims Metz.

Il se trouve à l'ouest de la commune de La Cheppe, vers Cuperly, entre le lit marécageux du ruisseau de la Noblette qui le borde au sud, et qui en constitue l'une des défenses naturelles, et la voie romaine Reims-Toul-Metz qui le longe au nord.

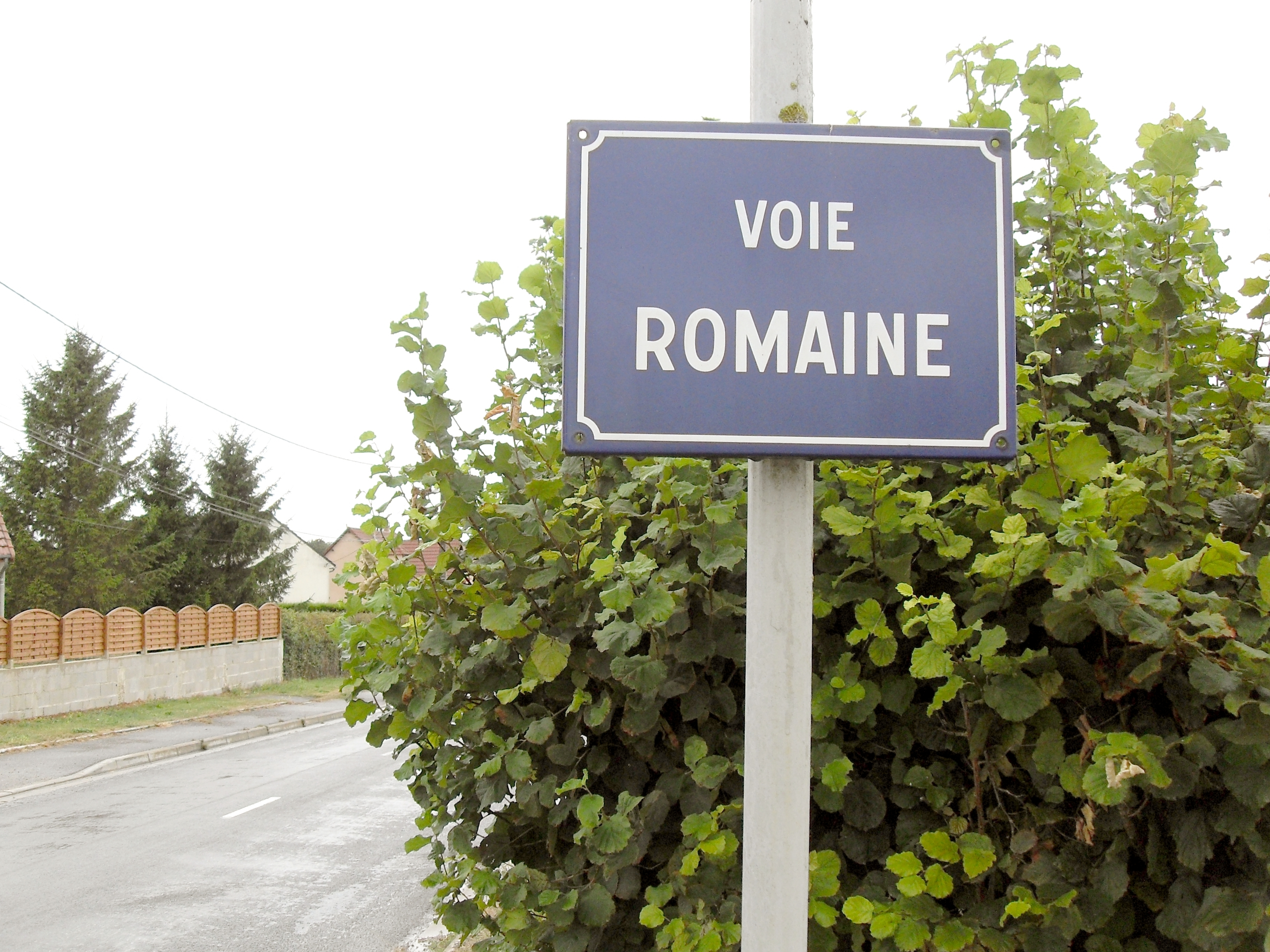
Voie romaine.

La voie romaine passant à proximité, et l'immense plaine laissent à penser que c'est le bon lieu. Toutefois ce camp ne fut désigné sous le nom de « Camp d'Attila » qu'à partir du XVIIe siècle par Adrien Sanson, géographe du roi Louis XIII de France. 

### Fouilles

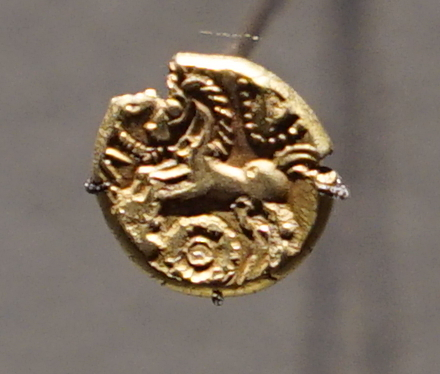
Statère Rème trouvé à La Cheppe.

Napoléon III, fasciné par l'histoire, y fait lancer des fouilles de 1861 à 1865 par l'instituteur du village P.H. Létaudin, il y découvrit 87 fosses qualifiées de fonds de cabanes ainsi qu'une nécropole de La Tène ancienne. De nouvelles fouilles, effectuées à la fin du XIXe siècle, permettent de mettre au jour des céramiques, des colliers en bronze et diverses pièces en fer forgé, de l'époque gauloise, qui sont conservés, pour la majorité au musée de Saint-Germain-en-Laye. En 1965-68, J. Grasset a découvert au pied de la motte castrale incluse dans l'oppidum trois silex et des poteries qui montrent l'utilisation au temps gallo-romain.
Le camp romain est classé au titre des monuments historiques en 1862.